# Parotis brevimarginata
Parotis brevimarginata là một loài bướm đêm trong họ Crambidae.